# بان هيو جين
بان هيو جين (الكورية: 반효진؛ من مواليد 20 سبتمبر 2007) هي لاعبة رماية من كوريا الجنوبية مثلت في دورة الألعاب الأولمبية الصيفية 2024، سجلت الرقم القياسي الأولمبي في تصفيات البندقية الهوائية 10 أمتار للسيدات بنتيجة 634.5، مما ضمن لها مكانًا في الجولة النهائية، في النهائي عادلت الرقم القياسي الأولمبي وفازت بجولة فاصلة للفوز بالميدالية الذهبية.